# Eleanor Jones
Eleanor Green Dawley Jones, née le 10 août 1929 à Norfolk, en Virginie et morte le 1er mars 2021, est une mathématicienne américaine. Elle est l'une des premières femmes afro-américaines à obtenir un doctorat en mathématiques. Elle travaille comme consultante pour le développement des programmes d'études de mathématiques de niveau collégial, et en tant que conférencière lors d'événements pour encourager les femmes et les minorités à poursuivre des carrières en sciences et en mathématiques.

## Biographie

### Jeunesse et formation
Eleanor Jones est née le 10 août 1929 à Norfolk. Son père, George Herbert Green est facteur et sa mère Lillian Vaughn Green est domestique,elle est la deuxième de leurs six enfants. À 15 ans, en 1945, elle termine ses études secondaires à la Booker T. Washington High School (Norfolk, Virginia) (en) avec la mention de valedictorian.
Elle est acceptée à l'Université Howard grâce à deux bourses, l'une fournie par l'université et l'autre par Pepsi-Cola. Elle bénéficie des cours d'Elbert Frank Cox, le premier Afro-Américain ayant obtenu un PhD/doctorat en mathématiques, et de David Blackwell, premier membre afro-américain de la National Academy of Sciences.
En 1949, elle y obtient le Bachelor of Science, l'équivalent de la licence, avec la mention cum laude, puis soutient avec succès son Master of Science en 1950.

### Carrière universitaire
Après avoir terminé son Master of Science, Eleanor Jones retourne à la Booker T. Washington High School de Norfolk en tant que professeur de mathématiques. En plus de son rôle d'enseignante, elle développe un nouveau curriculum pour le programme de mathématiques de l'école. Elle épouse Edward Dawley, Jr., en 1951, et se retire de l'enseignement en 1953 pour fonder une famille. Elle recommence à enseigner en 1955, cette fois, comme assistante de mathématiques à l'Institut Hampton (actuellement Hampton University), près de Norfolk.
À la suite de son divorce, Eleanor Jones décide de poursuivre un doctorat, puisque l'Institut Hampton ne donne des postes qu'aux enseignants titulaires d'un doctorat. À l'époque, l'État de Virginie ne permet pas aux étudiants noirs de poursuivre un diplôme de doctorat, elle déménage donc à New York, en 1962, avec ses deux fils pour aller à l'université de Syracuse. Elle reçoit une bourse de la National Science Foundation en 1963 et commence à travailler comme assistante d'enseignement à l'Université de Syracuse. En 1966, elle soutient avec succès sa thèse intitulée Abelian Groups and Their Endomorphism Rings and the Quasi-Endomorphisms of Torsion Free Abelian Groups, des extraits de sa thèse sont publiés en 1967 dans la revue The American Mathematical Monthly.
En tant que professeure associée, Eleanor Jones retourne à l'Institut Hampton pendant l'année scolaire 1966-67, puis elle rejoint le département de mathématiques de la université d'État de Norfolk en 1967. Elle continue à enseigner à la NSU pendant plus de 30 ans, où elle continue son éducation lors de cours d'été de troisième cycle à l'université d'État de New York en 1957, à l'université du Sud de la Californie, en 1959-1960, et à l'université de l'Oregon en 1971.
En 2003, elle prend sa retraite de son poste de professeur de l'université d'État de Norfolk.

## Prix et distinctions
- En 1965, elle a été élue à la société honorifique de sciences Sigma Xi de l'université de Syracuse, et est devenu un membre à part entière en 1985[2].
- En 1975, elle est élue Vice-présidente de la NAM / National Association of Mathematicians (en)[2].
- En 1994, elle a reçu le Prix de service distingué de la NAM[7].
- De 1983 à 1986, elle a siégé au Conseil d'administration de la Mathematical Association of America[2].
- De 1989 à 1994, elle est membre du Conseil d'administration de l'Association for Women in Mathematics[2].
- Depuis 1990, elle a siégé sur le Comité des perspectives d'accessibilité pour les études supérieures en mathématiques pour les minorités sous-représentées pour l'American Mathematical Society[2].